# Giorgio Des Geneys
Giorgio Andrea Agnès Des Geneys, italijanski general in admiral, * 29. april 1761, † 3. januar 1839.
Med letoma 1814 in 1815 je bil poveljujoči general Korpusa karabinjerjev ter med letoma 1814 in 1839 je bil poveljujoči general Kraljeve sardinske vojne mornarice.